# Хамене
Хамене́ (перс. خامنه, азерб. خامنه, Xamene) — місто в Ірані, в провінції Східний Азербайджан.

## Географія
Місто розташовано в шахрестані Шабестар за 75 кілометрів на північний захід від Тебриза.

## Відомі уродженці
- Мір-Хоссейн Мусаві — останній прем'єр-міністр Ірану (1981-1989)